# Dennis Brain
Dennis Brain (Londra, 17 maggio 1921 – Hatfield, 1º settembre 1957) è stato un cornista britannico, un virtuoso che fu in gran parte accreditato per aver reso popolare il corno come strumento classico solista presso il pubblico britannico del dopoguerra. Con la collaborazione di Herbert von Karajan e della Philharmonia Orchestra, ha prodotto quelle che molti considerano ancora oggi le registrazioni di riferimento dei concerti per corno di Mozart.

## Una tradizione di famiglia
Dennis Brain nacque a Londra da una famiglia già nota per aver prodotto ottimi suonatori di corno.
Suo nonno, Alfred Edwin Brain, Sr. (4 febbraio 1860 - 25 ottobre 1925), era considerato uno dei migliori solisti di corno del suo tempo, mentre suo zio, Alfred Edwin Brain Jr. (24 ottobre 1885 - 29 marzo 1966), ebbe una carriera di successo suonando il corno negli Stati Uniti con la New York Symphony Society e successivamente come solista a Hollywood.
Il padre di Brain, Aubrey (12 luglio 1893 - 21 settembre 1955), fu un insegnante e ricoprì la posizione di corno principale nella BBC Symphony Orchestra, producendo la prima registrazione di un concerto per corno di Mozart nel 1927.
La madre di Brain, Marion Brain, era anche una compositrice e scrisse cadenze per il primo e il terzo concerto di corno di Mozart che il marito poi eseguì. La tradizione di famiglia si estese anche a suo fratello, Leonard Brain, (1915-1975), un oboista che si esibì con Dennis in un quintetto di fiati formato da Dennis. Tina Brain, una delle figlie di Leonard (la nipote di Dennis), divenne anche lei una suonatrice di corno professionista.

## Carriera musicale

### Primi anni

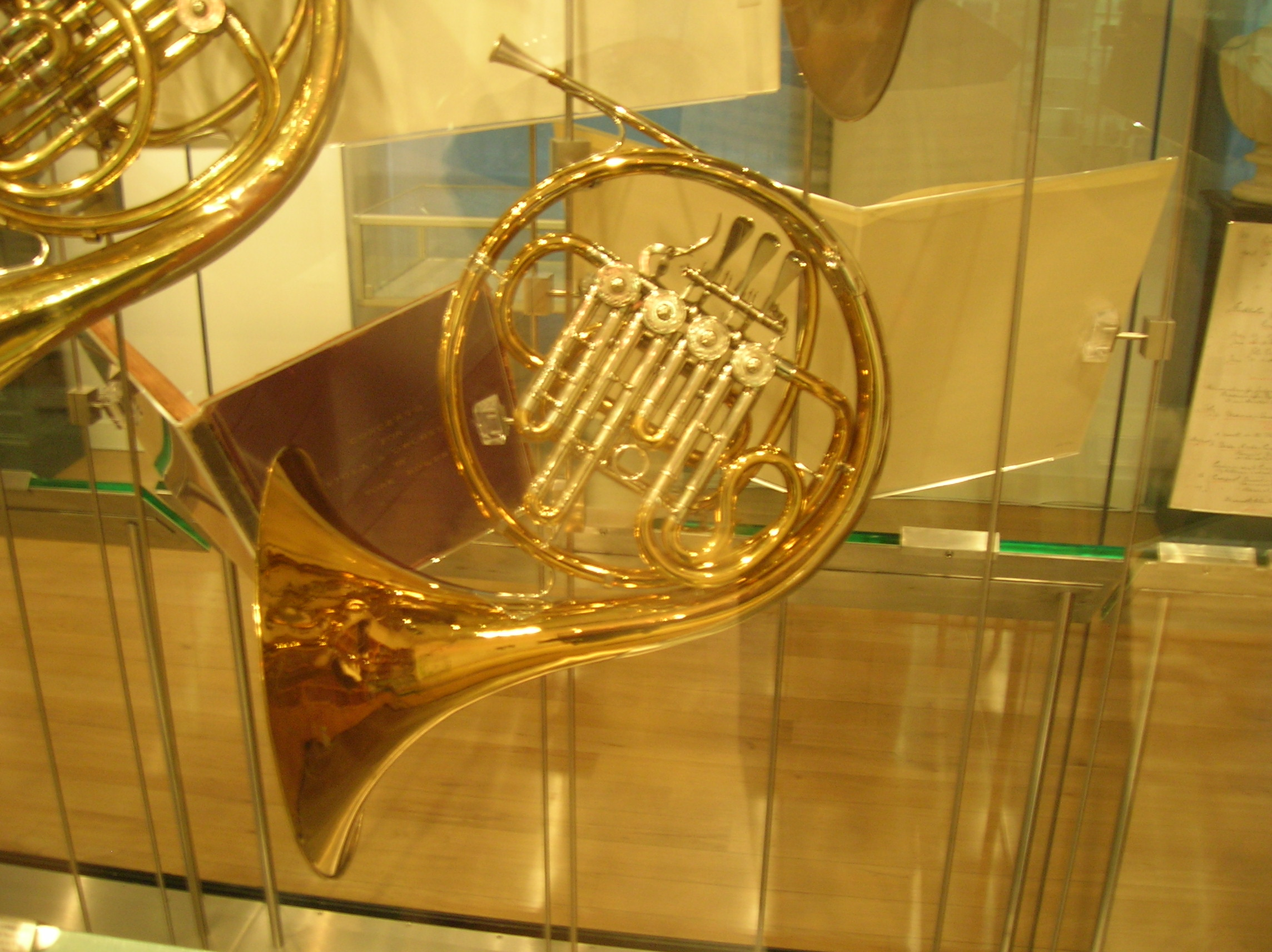
Un corno di Brain, Alexander Si♭ / modello 90, danneggiato nell'incidente, restaurato da Paxman e ora esposto alla Royal Academy of Music

In tenera età a Brain fu permesso di suonare qualche nota sul corno del padre ogni sabato mattina. Aubrey Brain riteneva che gli studenti non dovessero studiare seriamente il corno fino alla tarda adolescenza, quando i denti e l'imboccatura diventano pienamente sviluppati. Durante questi anni Brain studiò pianoforte e organo. Non fu che all'età di 15 anni che Dennis fu trasferito dalla St Paul's School alla Royal Academy of Music per studiare il corno, sotto la tutela di suo padre. Mentre si trovava lì, continuò i suoi studi di pianoforte sotto Max Pirani e di organo sotto G. D. Cunningham.
Brain debuttò in uno spettacolo pubblico il 6 ottobre 1938, suonando il secondo corno sotto il padre con i Busch Chamber Players alla Queen's Hall. Eseguirono il Concerto brandeburghese n. 1 di Johann Sebastian Bach. La prima registrazione di Brain fu il Divertimento in Re maggiore K.334 di Mozart, nel febbraio 1939 con il Quartetto Léner. Ancora una volta suonò come secondo corno sotto il padre.
All'età di 21 anni Brain fu assegnato alla prima posizione di corno nella National Symphony Orchestra. Questo incarico non durò a lungo, poiché fu presto arruolato nelle forze armate con il fratello nella seconda guerra mondiale. Entrambi i fratelli si unirono alla banda centrale della Royal Air Force. Quando si formò la Royal Air Force Symphony Orchestra, Brain si unì ad essa. Quel gruppo in una tournée di buona volontà degli Stati Uniti. Durante la tournée diversi direttori d'orchestra invitarono Brain a unirsi ai loro gruppi dopo la guerra, tra cui Leopold Stokowski dell'Orchestra di Filadelfia.
Nel 1943 iniziò seriamente la carriera solista di Brain quando Benjamin Britten scrisse la sua Serenata per Tenore, corno e archi per Peter Pears e Brain. Una registrazione del febbraio 1944 della Sonata per corno di Beethoven rivela un ventiduenne Dennis Brain di uno straordinario virtuosismo lirico, fluidità ed istinto musicale, in grado di accarezzare misteriosamente le note e librarsi senza sforzo.
Brain in origine suonava uno strumento francese, un corno a pistone Raoux, simile a quello usato da suo padre. Questo tipo di strumento ha un suono particolarmente fluido e un legato raffinato, ma un suono meno robusto rispetto agli strumenti di fabbricazione tedesca che stavano diventando comuni. Nel 1951 passò a uno strumento Alexander singolo in si♭, lamentandosi del fatto che "loro vogliono che io suoni le note giuste tutte le volte!" L'Alexander aveva una canna di piombo personalizzata che era più stretta del solito e offriva un suono che, anche se non paragonabile al Raoux, almeno tendeva alla direzione dello strumento francese più leggero.

### Anni successivi
Nel 1945 Brain era il suonatore di corno più richiesto in Inghilterra. Aveva 24 anni in quel momento. Suo padre si infortunò in una caduta e perse molta della sua resistenza per suonare. Dopo la guerra Walter Legge e Sir Thomas Beecham fondarono rispettivamente la Philharmonia e la Royal Philharmonic Orchestra. Brain ricoprì la posizione di corno principale in entrambe. Insieme a Jack Brymer (clarinetto), Gwydion Brooke (fagotto), Richard Walton (tromba), Terence MacDonagh (oboe) e Gerald Jackson (flauto) era un membro della "Famiglia reale" degli strumentisti a fiato della Royal Philharmonic Orchestra. Più tardi scoprì che non aveva abbastanza tempo per occupare entrambe le posizioni e si dimise dalla Royal Philharmonic Orchestra.
Allargando il suo interesse per l'area trascurata della musica da camera, Brain formò un quintetto di fiati con suo fratello nel 1946. Questo gruppo alla fine si ingrandì e viaggiò in Germania, Italia e Austria. Brain fondò anche un trio con il pianista Wilfrid Parry e il violinista Jean Pougnet. Il trio fece un tour in Scozia due volte e progettò di fare un tour in Australia nell'inverno del 1957. In breve Brain mise insieme un gruppo da camera composto dai suoi amici in modo da poter dirigere lui la musica.
Nel novembre del 1953, sotto la direzione di Herbert von Karajan e accompagnato dalla Philharmonia Orchestra, Brain registrò i Concerti per Corno di Mozart nn. 1-4 per la EMI. Nel luglio del 1954 nuovamente diretto da Karajan, Brain eseguì la parte di organo in una registrazione dell'inno di Pasqua dalla Cavalleria rusticana di Pietro Mascagni.
Suonò con il London Baroque Ensemble di Karl Haas, sia per registrazioni (in particolare la Partita in Re di Dittersdorf, La Serenata in re minore di Dvořák per Fiati, Op. 44 e l'Aria di Händel per due corni, oboe e fagotto) e in concerto.
Brain produsse un programma radiofonico intitolato The Early Horn nel 1955. In esso mise in risalto l'importanza del suonatore rispetto allo strumento nella produzione di una tonalità perfetta.
Mostrando il suo stile umoristico, Brain eseguì un concerto per corno di Leopold Mozart su un tubo di gomma in un festival musicale Gerard Hoffnung nel 1956, tagliando il tubo alla lunghezza giusta con le cesoie da giardino per ottenere la messa a punto corretta.
Brain era notoriamente negligente; il suo strumento per molti anni fu un corno con valvole a pistone fabbricato in Francia con una serie impressionante di ammaccature e Benjamin Britten autografò una partitura "Per Dennis - nel caso in cui perda l'altra". Ma Sir Thomas Beecham descrisse Brain come un "prodigio" e Noël Goodin lo caratterizzò come "il genio che domò il corno"; il suo strumento vecchio stile e maltrattato era lo stesso che può essere ascoltato in molte registrazioni classiche dell'epoca.
Dennis Brain risiedette per diversi anni a Hampstead al 37 Frognal.

## Morte

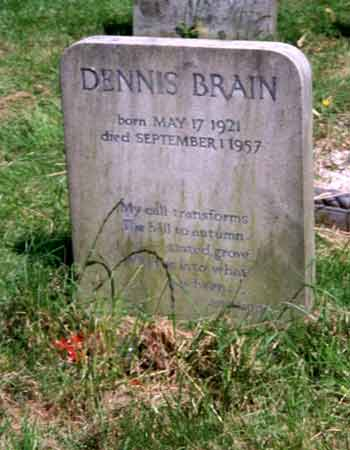
La tomba di Brain a Londra

Il 1º settembre 1957, all'età di 36 anni, Brain rimase ucciso in un incidente mentre guidava verso casa a Londra, dopo aver eseguito la Sinfonia n. 6, Patetica di Čajkovskij con la Philharmonia sotto Eugene Ormandy al Festival di Edimburgo. Percorrendo la «A1» con la sua auto sportiva Triumph TR2, uscì di strada finendo contro un albero di fronte al cancello nord della fabbrica De Havilland Aircraft a Hatfield. Brain era un noto appassionato di macchine veloci ed era noto per tenere la rivista Autocar sul leggio mentre suonava i concerti di Mozart a memoria durante le sessioni di registrazione. Era in programma per una sessione di registrazione del Capriccio di Strauss con il direttore d'orchestra Wolfgang Sawallisch il mattino dopo a Londra.
Fu sepolto nel Cimitero di Hampstead di Londra. La sua lapide è incisa con un passaggio dalla sezione Declamazione di Hindemith dal suo concerto per corno:
(Paul Hindemith, Declamazione)
Uno dei suoi corni preferiti (di Alexander of Mainz: un singolo corno in Si bemolle con un'estensione in Fa come pompa di accordatura) fu gravemente danneggiato nel suo incidente fatale. Da allora fu restaurato dalla Paxman Brothers di Londra ed è esposto al pubblico nelle collezioni York Gate della Royal Academy of Music di Londra.

## Influenza sul repertorio del corno

### Nuove opere e commemorazioni
Brain spesso chiedeva ai compositori di scrivere nuovi lavori per lui. Molti compositori hanno offerto i loro servizi a Brain senza nemmeno essere chiesti. Tra questi c'erano Benjamin Britten (Serenata per Tenore, Corno e Archi, Cantico III), Malcolm Arnold (Concerto per corno n. 2), Paul Hindemith (Concerto per corno e orchestra), York Bowen (Concerto per corno, archi e timpani), Peter Racine Fricker (Sonata per corno), Gordon Jacob (Concerto per corno e orchestra d'archi), Mátyás Seiber (Notturno per corno e archi), Humphrey Searle (Aubade per corno e archi), Ernest Tomlinson (Rapsodia e Rondò per corno e orchestra, Romance e Rondo per corno e orchestra), Lennox Berkeley (Trio per corno, violino e pianoforte) ed Elisabeth Lutyens.
Francis Poulenc scrisse Elegia per corno e pianoforte per commemorare la morte di Brain. Successe a Londra quando Brain fu ucciso e scrisse l'Elegia il giorno dopo. Fu presentata per la prima volta il 1º settembre 1958, esattamente un anno dopo la morte di Brain, da Neill Sanders e con lo stesso Poulenc al pianoforte.
Per commemorare il cinquantesimo anniversario della sua morte, un nuovo lavoro, Fanfare: un saluto a Dennis Brain fu commissionato da Sir Peter Maxwell Davies fu eseguito in anteprima a Nottingham il 15 marzo 2007 da Michael Thompson. Cinquanta suonatori di corno sottoscrissero 50 sterline ciascuno per questa commissione, sottoscritta da Windblowers di Nottingham.

### Lavori rivitalizzati
Brain collaborò con Karajan alla produzione di registrazioni dei quattro concerti per corno di Mozart, opere ora considerate come la base del repertorio del corno solista. I concerti furono originariamente scritti per Joseph Leutgeb, un suonatore di corno naturale viennese. L'evidenza dell'abilità di Brain nella composizione si dimostrò quando compose le cadenze per il primo e il terzo concerto per le sue registrazioni.
Brain rese anche popolari i due concerti per corno di Richard Strauss. Fu il terzo a suonare pubblicamente il Concerto n. 2 per corno con la Wiener Philharmoniker nel 1948.
Nel 1951 Brain divenne la prima persona nei tempi moderni a eseguire il Concerto n. 1 di Joseph Haydn.

## Eredità
La bellezza della musica di Brain e la tragedia della sua morte catturarono l'immaginazione pubblica come nessun suonatore di corno britannico prima o dopo. I suonatori di corno in generale non hanno il profilo dei grandi violinisti, sebbene il corno principale sia generalmente considerato secondo solo al primo violino di un'orchestra, essendo uno strumento notoriamente difficile da suonare. Giovanni Punto ispirò Beethoven a scrivere per corno, Brain ispirò Benjamin Britten, Malcolm Arnold e Michael Tippett. Rese popolare il repertorio di corno classico e la sua breve carriera coincise con una rinascita della esecuzione e della composizione classica inglese; come il suo contemporaneo James Galway, fece il passaggio dall'orchestra a solista e la sua morte rafforzò ulteriormente il suo status di leggenda musicale. Le registrazioni degli anni '50 sono ancora disponibili e molti considerano ancora le registrazioni Brain/Karajan (realizzate a Londra nel 1953) come l'edizione definitiva dei concerti per corno di Mozart.
Brain fu un grande suonatore di corno e una figura nella cultura popolare, dalle sue registrazioni dei concerti di Mozart al suo ridicolo suonare con un tubo di gomma (perfettamente in tono) in uno dei surreali stravaganti spettacoli musicali di Gerard Hoffnung. Le sue registrazioni di Mozart hanno ispirato Ill Wind di Flanders e Swann e il suo stile classico ispirò le generazioni future di suonatori di corno.